# Condado de Sumter (Carolina del Sur)
El condado de Sumter (en inglés: Sumter County, South Carolina), fundado en 1798, es uno de los 46 condados del estado estadounidense de Carolina del Sur. En el año 2000 tenía una población de 29 881 habitantes con una densidad poblacional de 22 personas por km². La sede del condado es Sumter.

## Geografía
Según la Oficina del Censo, el condado tiene un área total de 1766 km² (681,9 mi²), de la cual 1722 km² (664,9 mi²) es tierra y 61 km² (23,6 mi²) es agua.

### Condados adyacentes
- Condado de Lee norte
- Condado de Florence noreste
- Condado de Clarendon sur
- Condado de Calhoun suroeste
- Condado de Richland oeste
- Condado de Kershaw noroeste

## Demografía
En el 2000 la renta per cápita promedia del condado era de $33 278, y el ingreso promedio para una familia era de $38 970. El ingreso per cápita para el condado era de $15 657. En 2000 los hombres tenían un ingreso per cápita de $28 083 contra $21 162 para las mujeres. Alrededor del 16.20% de la población estaba bajo el umbral de pobreza nacional.

## Lugares

### Ciudades, pueblos y CDP
- Cane Savannah
- Cherryvale
- Dalzell
- East Sumter
- Horatio
- Lakewood
- Mayesville
- Millwood
- Mulberry
- Oakland
- Oswego
- Pinewood
- Privateer
- Rembert
- Shiloh
- South Sumter
- Stateburg
- Sumter
- Wedgefield
- Wedgewood